# Walter Pätzold
Walter Pätzold (* 2. Mai 1948 in Scherfede, heute zu Warburg; † 22. Februar 2011 in Wolfach) war ein deutscher Mykologe. Von 1981 bis zu seinem Tod war er Leiter der Schwarzwälder Pilzlehrschau in Hornberg. Außerdem war er Mitglied im Präsidium der Deutschen Gesellschaft für Mykologie (DGfM).

## Leben
Walter Pätzold machte nach der schulischen Ausbildung eine Lehre zum Biologielaboranten. Später heiratete er und zog nach Mannheim. Einige Zeit später wechselte er den Beruf und war in der Nierentechnik und als Straßenbahnfahrer in Mannheim tätig. Im Jahr 1978 legte er die Pilzberater-Prüfung ab und heiratete erneut. Im darauf folgenden Jahr zogen beide nach Hornberg, wo Pätzold Mitarbeiter an der Schwarzwälder Pilzlehrschau bei Rose Marie Dähncke wurde. 1981 übernahm er nach Fortzug Dähnckes die Leitung der Einrichtung.
Pätzold hatte zwei Söhne aus erster Ehe.

## Leistungen
Walter Pätzold baute die Schwarzwälder Pilzlehrschau zu einem Zentrum des mykologischen Geschehens in Deutschland aus. Er erweiterte das Angebot des Programmes, das für Besucher mit unterschiedlichstem Wissensstand und Interessensgebiet konzipiert ist. Im Laufe seiner ausbildenden Tätigkeit in Hornberg prüfte Walter Pätzold einige hundert Pilzsachverständige, von denen einige auch aus dem Ausland kamen.
Gemeinsam mit der DGfM erarbeitete er das Programm zur Prüfung für Pilzsachverständige, das eine schriftliche und eine mündliche Prüfung umfasst. Daraus entstanden die Richtlinien der Deutschen Gesellschaft für Mykologie e. V. für die Ausbildung, Prüfung, Tätigkeit und Fortbildung der PilzsachverständigenDGfM, an deren Ausarbeitung er wesentlich beteiligt war. Er initiierte auch die jährlich veranstalteten Pilzsachverständigentreffen und richtete die Tagung der DGfM in Hornberg aus. Weiterhin wirkte er an der Erstellung der neuen Satzung der DGfM und des Leitfadens für Pilzsachverständige mit. Im Jahr 2000 wurde er ins Präsidium der DGfM gewählt, in dem er zuletzt als Vizepräsident tätig war.
Pätzold war Spezialist der Gattung der Haarschleierlinge (Cortinarius). So wurde er zum Präsidenten des Vereins Journées européennes du Cortinaire gewählt, den er acht Jahre lang leitete.
Für sein Engagement im Naturschutz und sein Wirken an der Schwarzwälder Pilzlehrschau wurde ihm im November 2008 der Natourismuspreis verliehen.

## Lokalpolitik
Walter Pätzold war ab 1994 Mitglied der SPD. Ab 1999 saß er im Gemeinderat der Stadt Hornberg. Darüber hinaus war er Vorsitzender der Kreisgruppe Kinzigtal der SPD sowie Mitarbeiter im Beirat für Umwelt, Landwirtschaft, Energie und Verkehr beim SPD-Landesvorstand und umweltpolitischer Sprecher im SPD-Kreisvorstand. Im Jahr 2000 bewarb er sich als Bürgermeister von Hornberg.

## Publikationen
- Als Redakteur: 25 Jahre Schwarzwälder Pilzlehrschau : Festschrift, Hornebach : Schwarzwälder Pilzlehrschau, 1987
- 1 mal 1 des Pilzesammelns. Kosmos, Stuttgart 2004, ISBN 3-440-09692-0
- Als Herausgeber: Lilo's Enzyklopädie der Schmunzelpilze = Lilo's encyclopedia of chuckle toadstools, Hornebach : Schwarzwälder Pilzlehrschau, 2004,
- Als Übersetzung: Sbíráme houby : s novým určovacím klíčem, Prag : Beta-Dobrovský - Pilsen : Ševčík, 2007, ISBN 978-80-7306-310-8